# Etapa Provincial de Arequipa 2014
La Etapa Provincial de Arequipa 2014 fue la edición número 48 de la competición futbolística Arequipeña a nivel Provincial. Se disputó desde el 31 de mayo. 
El torneo otorgó al cuadro Campeón y subcampeón cupos para Copa Perú en su Etapa Departamental 

## Participantes
Los participantes son los dos mejores equipos(Campeón y subcampeón respectivamente) de cada distrito de la provincia de Arequipa. 
Con excepción de Polobaya que solo tendrá un representante debido a que su liga distrital cuenta con pocos equipos y La Joya que no presentara este año a sus equipos por irregularidades en la organización.
Así mismo para este año la liga distrital de Mollebaya volverá a presentar equipos.
El Club Saetas de Oro debió ser incluido en el torneo por haber llegado hasta la etapa nacional en la edición de la Copa Perú anterior, sin embargo se gestionó para que inicien su participación recién desde la Etapa Departamental, sin embargo fue denegada.
| Distrito          | Club                            | Condición            | Estadio                              |
| ----------------- | ------------------------------- | -------------------- | ------------------------------------ |
| Alto Selva Alegre | Barcelona FC                    | Campeón Distrital    | Complejo deportivo Alto Selva Alegre |
| Alto Selva Alegre | Estrella Solitaria              | Subcampeón Distrital | Complejo deportivo Alto Selva Alegre |
| Cayma             | Deportivo Los Ángeles           | Campeón Distrital    | Estadio municipal La Tomilla         |
| Cayma             | Juvenil Andino                  | Subcampeón Distrital | Estadio municipal La Tomilla         |
| Miraflores        | Ingeniería Ambiental            | Campeón Distrital    | Estadio Serapio Barra "Los Palitos"  |
| Miraflores        | Benito Bonifáz                  | Subcampeón Distrital | Estadio Serapio Barra "Los Palitos"  |
| Arequipa          | Internacional                   | Campeón Distrital    | Estadio Mariano Melgar               |
| Arequipa          | Atlético Universidad            | Subcampeón Distrital | Estadio Mariano Melgar               |
| Mariano Melgar    | Juventus Melgar                 | Campeón Distrital    | Complejo deportivo Maracaná          |
| Mariano Melgar    | Sport Olímpico                  | Subcampeón Distrital | Complejo deportivo Maracaná          |
| Cerro Colorado    | Unión Libertad                  | Campeón Distrital    | Estadio Arturo Díaz Huerta           |
| Cerro Colorado    | Academia Transportes Del Carpio | Subcampeón Distrital | Estadio Arturo Díaz Huerta           |
| Yura              | Deportivo Los Signos            | Campeón Distrital    | Estadio Olímpico de Ciudad de Dios   |
| Yura              | Sporting Piniella               | Subcampeón Distrital | Estadio Olímpico de Ciudad de Dios   |
| Yanahuara         | Deportivo Antiquilla            | Campeón Distrital    | Estadio "Umacollo"                   |
| Yanahuara         | Deportivo Municipalidad         | Subcampeón Distrital | Estadio "Umacollo"                   |
| Paucarpata        | Juventud Pionera                | Campeón Distrital    | Estadio Máximo Carrasco Meza         |
| Paucarpata        | ADE Valderrama                  | Subcampeón Distrital | Estadio Máximo Carrasco Meza         |
| Bustamante        | Cultural Dolores                | Campeón Distrital    | Estadio Simón Bolívar                |
| Bustamante        | Rosarino Tasahuayo              | Subcampeón Distrital | Estadio Simón Bolívar                |
| Characato         | San Francisco                   | Campeón Distrital    | Estadio José Carpio Alarcón          |
| Characato         | Cultural Characato              | Subcampeón Distrital | Estadio José Carpio Alarcón          |
| Mollebaya         | AF Vich Machahuaya              | Campeón Distrital    | Estadio municipal de Mollebaya       |
| Mollebaya         | Santa Ana                       | Subcampeón Distrital | Estadio municipal de Mollebaya       |
| Polobaya          | Pulso Peruano                   | Campeón Distrital    | Campo deportivo de Polobaya          |
| Tiabaya           | Juventud Bolognesi              | Campeón Distrital    | Estadio municipal de Tiabaya         |
| Tiabaya           | Parish FC                       | Subcampeón Distrital | Estadio municipal de Tiabaya         |
| Socabaya          | Juvenil Alianza                 | Campeón Distrital    | Campo deportivo de Bellapampa        |
| Socabaya          | Atlético Villareal              | Subcampeón Distrital | Campo deportivo de Bellapampa        |
| Sachaca           | FBC El Palacio                  | Campeón Distrital    | Estadio municipal de Sachaca         |
| Sachaca           | Unión Bellavista                | Subcampeón Distrital | Estadio municipal de Sachaca         |
| Hunter            | Atlético Pisco                  | Campeón Distrital    | Estadio Juan Velazco Alvarado        |
| Hunter            | Sport River                     | Subcampeón Distrital | Estadio Juan Velazco Alvarado        |
| Vítor             | El Parral                       | Campeón Distrital    | Estadio Walter Vizcarra Sotillo      |
| Vítor             | Coronel Bolognesi               | Subcampeón Distrital | Estadio Walter Vizcarra Sotillo      |
| Uchumayo          | Unión Salaverry                 | Campeón Distrital    | Estadio Segundo Calderón             |
| Uchumayo          | Defensor El Carmen              | Subcampeón Distrital | Estadio Segundo Calderón             |
| La Joya           | Sin Representante               | Campeón Distrital    | Estadio municipal de La Joya         |
| La Joya           | Sin Representante               | Subcampeón Distrital | Estadio municipal de La Joya         |

|  |

## Primera Fase
Constara de Grupos de cuatro o cinco equipos los cuales jugarán todos contra todos, en partidos únicos (no hay ida y vuelta), la localía será por sorteo.
Los grupos se sortearán el 26 de mayo.

### Grupo A[1]
| Grupo | Club                    | Distrito       |
| ----- | ----------------------- | -------------- |
| A     | Deportivo Municipalidad | Yanahuara      |
| A     | AF Vich Machahuaya      | Mollebaya      |
| A     | ADE Valderrama          | Paucarpata     |
| A     | Cultural Dolores        | Bustamante     |
| A     | Transportes Del Carpio  | Cerro Colorado |
| A     | San Francisco           | Characato      |

| Equipo             | PJ | PG | PE | PP | GF | GC | DG  | Pts |
| ------------------ | -- | -- | -- | -- | -- | -- | --- | --- |
| ADE Valderrama     | 5  | 3  | 2  | 0  | 13 | 4  | +9  | 11  |
| Cultural Dolores   | 5  | 2  | 2  | 1  | 10 | 3  | +7  | 8   |
| Transp. Del Carpio | 5  | 2  | 2  | 1  | 11 | 5  | +6  | 8   |
| San Francis        | 5  | 2  | 1  | 2  | 16 | 8  | +8  | 7   |
| Dep. Municipalidad | 5  | 2  | 1  | 2  | 13 | 7  | +6  | 7   |
| AF Vich Machahuaya | 5  | 0  | 0  | 5  | 2  | 37 | -35 | 0   |

| Grupo A                 | Grupo A       | Grupo A                 | Grupo A                | Grupo A        | Grupo A       | Grupo A       | Grupo A       | Grupo A       | Grupo A       | Grupo A       | Grupo A       |               |               |               |               |               |               |               |               |               |               |               |               |               |               |               |               |               |               |               |               |               |               |               |               |               |               |               |               |
| Local                   | Resultado     | Visitante               | Estadio                | Distrito       | Fecha         | Hora          |               |               |               |               |               |               |               |               |               |               |               |               |               |               |               |               |               |               |               |               |               |               |               |               |               |               |               |               |               |               |               |               |               |
| Primera Fecha           | Primera Fecha | Primera Fecha           | Primera Fecha          | Primera Fecha  | Primera Fecha | Primera Fecha | Primera Fecha | Primera Fecha | Primera Fecha | Primera Fecha | Primera Fecha | Primera Fecha | Primera Fecha | Primera Fecha | Primera Fecha | Primera Fecha | Primera Fecha | Primera Fecha | Primera Fecha | Primera Fecha | Primera Fecha | Primera Fecha | Primera Fecha | Primera Fecha | Primera Fecha | Primera Fecha | Primera Fecha | Primera Fecha | Primera Fecha | Primera Fecha | Primera Fecha | Primera Fecha | Primera Fecha | Primera Fecha | Primera Fecha | Primera Fecha | Primera Fecha | Primera Fecha | Primera Fecha |
| ----------------------- | ------------- | ----------------------- | ---------------------- | -------------- | ------------- | ------------- | ------------- | ------------- | ------------- | ------------- | ------------- | ------------- | ------------- | ------------- | ------------- | ------------- | ------------- | ------------- | ------------- | ------------- | ------------- | ------------- | ------------- | ------------- | ------------- | ------------- | ------------- | ------------- | ------------- | ------------- | ------------- | ------------- | ------------- | ------------- | ------------- | ------------- | ------------- | ------------- | ------------- |
| AF Machahuaya           | 0-5           | Transp. Del Carpio      | Municipal de Mollebaya | Mollebaya      | 1 de junio    | 12:50         |               |               |               |               |               |               |               |               |               |               |               |               |               |               |               |               |               |               |               |               |               |               |               |               |               |               |               |               |               |               |               |               |               |
| ADE Valderrama          | 4-0           | San Francis             | Máximo Carrasco        | Paucarpata     | 1 de junio    | 11:00         |               |               |               |               |               |               |               |               |               |               |               |               |               |               |               |               |               |               |               |               |               |               |               |               |               |               |               |               |               |               |               |               |               |
| Dep. Municipalidad      | 0-2           | Cultural Dolores        | Umacollo               | Yanahuara      | 1 de junio    | 10:50         |               |               |               |               |               |               |               |               |               |               |               |               |               |               |               |               |               |               |               |               |               |               |               |               |               |               |               |               |               |               |               |               |               |
| Segunda Fecha           |               |                         |                        |                |               |               |               |               |               |               |               |               |               |               |               |               |               |               |               |               |               |               |               |               |               |               |               |               |               |               |               |               |               |               |               |               |               |               |               |
| Cultural Dolores        | 6-0           | AF Machahuaya           | Simón Bolívar          | Bustamante     | 8 de junio    | 10:50         |               |               |               |               |               |               |               |               |               |               |               |               |               |               |               |               |               |               |               |               |               |               |               |               |               |               |               |               |               |               |               |               |               |
| Transp. Del Carpio      | 1-1           | ADE Valderrama          | Arturo Díaz Huerta     | Cerro Colorado | 8 de junio    | 12:50         |               |               |               |               |               |               |               |               |               |               |               |               |               |               |               |               |               |               |               |               |               |               |               |               |               |               |               |               |               |               |               |               |               |
| San Francis             | 1-3           | Deportivo Municipalidad | José Carpio Alarcón    | Characato      | 8 de junio    | 15:00         |               |               |               |               |               |               |               |               |               |               |               |               |               |               |               |               |               |               |               |               |               |               |               |               |               |               |               |               |               |               |               |               |               |
| Tercera Fecha           |               |                         |                        |                |               |               |               |               |               |               |               |               |               |               |               |               |               |               |               |               |               |               |               |               |               |               |               |               |               |               |               |               |               |               |               |               |               |               |               |
| Deportivo Municipalidad | 8-1           | AF Machahuaya           | Umacollo               | Yanahuara      | 11 de junio   | 12:50         |               |               |               |               |               |               |               |               |               |               |               |               |               |               |               |               |               |               |               |               |               |               |               |               |               |               |               |               |               |               |               |               |               |
| ADE Valderrama          | 1-1           | Cultural Dolores        | Máximo Carrasco        | Paucarpata     | 11 de junio   | 12:50         |               |               |               |               |               |               |               |               |               |               |               |               |               |               |               |               |               |               |               |               |               |               |               |               |               |               |               |               |               |               |               |               |               |
| San Francis             | 2-1           | Transp. Del Carpio      | José Carpio Alarcón    | Characato      | 11 de junio   | 14:50         |               |               |               |               |               |               |               |               |               |               |               |               |               |               |               |               |               |               |               |               |               |               |               |               |               |               |               |               |               |               |               |               |               |
| Cuarta Fecha            |               |                         |                        |                |               |               |               |               |               |               |               |               |               |               |               |               |               |               |               |               |               |               |               |               |               |               |               |               |               |               |               |               |               |               |               |               |               |               |               |
| Transp. Del Carpio      | 1-1           | Dep. Municipalidad      | Arturo Díaz Huerta     | Cerro Colorado | 14 de junio   | 14:50         |               |               |               |               |               |               |               |               |               |               |               |               |               |               |               |               |               |               |               |               |               |               |               |               |               |               |               |               |               |               |               |               |               |
| Cultural Dolores        | 0-0           | San Francis             | Simón Bolívar          | Bustamante     | 15 de junio   | 12:00         |               |               |               |               |               |               |               |               |               |               |               |               |               |               |               |               |               |               |               |               |               |               |               |               |               |               |               |               |               |               |               |               |               |
| AF Machahuaya           | 1-5           | ADE Valderrama          | Municipal de Mollebaya | Mollebaya      | 15 de junio   | 14:00         |               |               |               |               |               |               |               |               |               |               |               |               |               |               |               |               |               |               |               |               |               |               |               |               |               |               |               |               |               |               |               |               |               |
| Quinta Fecha            |               |                         |                        |                |               |               |               |               |               |               |               |               |               |               |               |               |               |               |               |               |               |               |               |               |               |               |               |               |               |               |               |               |               |               |               |               |               |               |               |
| San Francis             | 13-0          | AF Machahuaya           | José Carpio Alarcón    | Characato      | 22 de junio   | 15:00         |               |               |               |               |               |               |               |               |               |               |               |               |               |               |               |               |               |               |               |               |               |               |               |               |               |               |               |               |               |               |               |               |               |
| Dep. Municipalidad      | 1-2           | ADE Valderrama          | Umacollo               | Yanahuara      | 22 de junio   | 11:00         |               |               |               |               |               |               |               |               |               |               |               |               |               |               |               |               |               |               |               |               |               |               |               |               |               |               |               |               |               |               |               |               |               |
| Transp. Del Carpio      | 3-1           | Cultural Dolores        | Arturo Díaz Huerta     | Cerro Colorado | 22 de junio   | 15:30         |               |               |               |               |               |               |               |               |               |               |               |               |               |               |               |               |               |               |               |               |               |               |               |               |               |               |               |               |               |               |               |               |               |

### Grupo B[3]
| Grupo | Club                 | Distrito          |
| ----- | -------------------- | ----------------- |
| B     | Unión Salaverry      | Uchumayo          |
| B     | Juvenil Andino       | Cayma             |
| B     | Ingeniería Ambiental | Miraflores        |
| B     | Atlético Universidad | Arequipa          |
| B     | El Palacio FBC       | Sachaca           |
| B     | Barcelona FC         | Alto Selva Alegre |

| Equipo               | PJ | PG | PE | PP | GF | GC | DG | Pts |
| -------------------- | -- | -- | -- | -- | -- | -- | -- | --- |
| Unión Salaverry      | 5  | 4  | 0  | 1  | 9  | 5  | +4 | 12  |
| Atlético Universidad | 5  | 3  | 1  | 1  | 10 | 4  | +6 | 10  |
| Ingria. Ambiental    | 5  | 3  | 1  | 1  | 11 | 6  | +5 | 10  |
| Juvenil Andino       | 4  | 1  | 1  | 2  | 3  | 6  | -3 | 4   |
| El Palacio FBC       | 5  | 0  | 2  | 3  | 5  | 12 | -7 | 2   |
| Barcelona FC         | 4  | 0  | 1  | 3  | 5  | 10 | -5 | 1   |

| Grupo B              | Grupo B       | Grupo B              | Grupo B              | Grupo B       | Grupo B       | Grupo B       | Grupo B       | Grupo B       | Grupo B       | Grupo B       | Grupo B       |               |               |               |               |               |               |               |               |               |               |               |               |               |               |               |               |               |               |               |               |               |               |               |               |               |               |               |               |
| Local                | Resultado     | Visitante            | Estadio              | Distrito      | Fecha         | Hora          |               |               |               |               |               |               |               |               |               |               |               |               |               |               |               |               |               |               |               |               |               |               |               |               |               |               |               |               |               |               |               |               |               |
| Primera Fecha        | Primera Fecha | Primera Fecha        | Primera Fecha        | Primera Fecha | Primera Fecha | Primera Fecha | Primera Fecha | Primera Fecha | Primera Fecha | Primera Fecha | Primera Fecha | Primera Fecha | Primera Fecha | Primera Fecha | Primera Fecha | Primera Fecha | Primera Fecha | Primera Fecha | Primera Fecha | Primera Fecha | Primera Fecha | Primera Fecha | Primera Fecha | Primera Fecha | Primera Fecha | Primera Fecha | Primera Fecha | Primera Fecha | Primera Fecha | Primera Fecha | Primera Fecha | Primera Fecha | Primera Fecha | Primera Fecha | Primera Fecha | Primera Fecha | Primera Fecha | Primera Fecha | Primera Fecha |
| -------------------- | ------------- | -------------------- | -------------------- | ------------- | ------------- | ------------- | ------------- | ------------- | ------------- | ------------- | ------------- | ------------- | ------------- | ------------- | ------------- | ------------- | ------------- | ------------- | ------------- | ------------- | ------------- | ------------- | ------------- | ------------- | ------------- | ------------- | ------------- | ------------- | ------------- | ------------- | ------------- | ------------- | ------------- | ------------- | ------------- | ------------- | ------------- | ------------- | ------------- |
| Juvenil Andino       | 1-1           | El Palacio FBC       | La Tomilla           | Cayma         | 1 de junio    | 12:00         |               |               |               |               |               |               |               |               |               |               |               |               |               |               |               |               |               |               |               |               |               |               |               |               |               |               |               |               |               |               |               |               |               |
| Ingeniería Ambiental | 4-2           | Barcelona FC         | Los Palitos          | Miraflores    | 1 de junio    | 13:00         |               |               |               |               |               |               |               |               |               |               |               |               |               |               |               |               |               |               |               |               |               |               |               |               |               |               |               |               |               |               |               |               |               |
| Unión Salaverry      | 2-1           | Atlético Universidad | La Estación          | Uchumayo      | 1 de junio    | 10:50         |               |               |               |               |               |               |               |               |               |               |               |               |               |               |               |               |               |               |               |               |               |               |               |               |               |               |               |               |               |               |               |               |               |
| Segunda Fecha        |               |                      |                      |               |               |               |               |               |               |               |               |               |               |               |               |               |               |               |               |               |               |               |               |               |               |               |               |               |               |               |               |               |               |               |               |               |               |               |               |
| Atlético Universidad | 2-1           | Juvenil Andino       | Mariano Melgar       | Arequipa      | 7 de junio    | 14:50         |               |               |               |               |               |               |               |               |               |               |               |               |               |               |               |               |               |               |               |               |               |               |               |               |               |               |               |               |               |               |               |               |               |
| El Palacio FBC       | 1-2           | Ingeniería Ambiental | Municipal de Sachaca | Sachaca       | 8 de junio    | 13:50         |               |               |               |               |               |               |               |               |               |               |               |               |               |               |               |               |               |               |               |               |               |               |               |               |               |               |               |               |               |               |               |               |               |
| Barcelona FC         | 1-2           | Unión Salaverry      | Complejo deportivo   | Selva Alegre  | 8 de junio    | 10:50         |               |               |               |               |               |               |               |               |               |               |               |               |               |               |               |               |               |               |               |               |               |               |               |               |               |               |               |               |               |               |               |               |               |
| Tercera Fecha        |               |                      |                      |               |               |               |               |               |               |               |               |               |               |               |               |               |               |               |               |               |               |               |               |               |               |               |               |               |               |               |               |               |               |               |               |               |               |               |               |
| Unión Salaverry      | 0-1           | Juvenil Andino       | La Estación          | Uchumayo      | 11 de junio   | 14:50         |               |               |               |               |               |               |               |               |               |               |               |               |               |               |               |               |               |               |               |               |               |               |               |               |               |               |               |               |               |               |               |               |               |
| Ingeniería Ambiental | 1-1           | Atlético Universidad | Los Palitos          | Miraflores    | 11 de junio   | 11:50         |               |               |               |               |               |               |               |               |               |               |               |               |               |               |               |               |               |               |               |               |               |               |               |               |               |               |               |               |               |               |               |               |               |
| Barcelona FC         | 2-2           | El Palacio FBC       | Complejo deportivo   | Selva Alegre  | 11 de junio   | 10:50         |               |               |               |               |               |               |               |               |               |               |               |               |               |               |               |               |               |               |               |               |               |               |               |               |               |               |               |               |               |               |               |               |               |
| Cuarta Fecha         |               |                      |                      |               |               |               |               |               |               |               |               |               |               |               |               |               |               |               |               |               |               |               |               |               |               |               |               |               |               |               |               |               |               |               |               |               |               |               |               |
| Atlético Universidad | 2-0           | Barcelona FC         | Mariano Melgar       | Arequipa      | 14 de junio   | 14:50         |               |               |               |               |               |               |               |               |               |               |               |               |               |               |               |               |               |               |               |               |               |               |               |               |               |               |               |               |               |               |               |               |               |
| Juvenil Andino       | 0-3           | Ingeniería Ambiental | La Tomilla           | Cayma         | 15 de junio   | 10:50         |               |               |               |               |               |               |               |               |               |               |               |               |               |               |               |               |               |               |               |               |               |               |               |               |               |               |               |               |               |               |               |               |               |
| El Palacio FBC       | 1-3           | Unión Salaverry      | Municipal de Sachaca | Sachaca       | 15 de junio   | 12:50         |               |               |               |               |               |               |               |               |               |               |               |               |               |               |               |               |               |               |               |               |               |               |               |               |               |               |               |               |               |               |               |               |               |
| Quinta Fecha         |               |                      |                      |               |               |               |               |               |               |               |               |               |               |               |               |               |               |               |               |               |               |               |               |               |               |               |               |               |               |               |               |               |               |               |               |               |               |               |               |
| El Palacio FBC       | 0-4           | Atlético Universidad | Mariano Melgar       | Arequipa      | 21 de junio   | 14:50         |               |               |               |               |               |               |               |               |               |               |               |               |               |               |               |               |               |               |               |               |               |               |               |               |               |               |               |               |               |               |               |               |               |
| Unión Salaverry      | 2-1           | Ingeniería Ambiental | La Estación          | Uchumayo      | 22 de junio   | 10:50         |               |               |               |               |               |               |               |               |               |               |               |               |               |               |               |               |               |               |               |               |               |               |               |               |               |               |               |               |               |               |               |               |               |
| Barcelona FC         | ---           | Juvenil Andino       | Complejo deportivo   | Selva Alegre  | No se juega   | ---           |               |               |               |               |               |               |               |               |               |               |               |               |               |               |               |               |               |               |               |               |               |               |               |               |               |               |               |               |               |               |               |               |               |

### Grupo C[7]
| Grupo | Club                 | Distrito   |
| ----- | -------------------- | ---------- |
| C     | Benito Bonifáz       | Miraflores |
| C     | Atlético Villareal   | Socabaya   |
| C     | Deportivo Antiquilla | Yanahuara  |
| C     | Cultural Characato   | Characato  |
| C     | Sport River          | Hunter     |

| Equipo               | PJ | PG | PE | PP | GF | GC | DG | Pts |
| -------------------- | -- | -- | -- | -- | -- | -- | -- | --- |
| Benito Bonifáz       | 4  | 3  | 0  | 1  | 11 | 5  | +6 | 9   |
| Sport River          | 4  | 2  | 0  | 1  | 9  | 7  | +2 | 9   |
| Atlético Villareal   | 4  | 2  | 1  | 1  | 14 | 9  | +5 | 7   |
| Cultural Characato   | 4  | 1  | 0  | 3  | 5  | 11 | -6 | 3   |
| Deportivo Antiquilla | 4  | 0  | 1  | 3  | 4  | 11 | -7 | 1   |

| Grupo C              | Grupo C       | Grupo C              | Grupo C             | Grupo C       | Grupo C       | Grupo C       | Grupo C       | Grupo C       | Grupo C       | Grupo C       | Grupo C       |               |               |               |               |               |               |               |               |               |               |               |               |               |               |               |               |               |               |               |               |               |               |               |               |               |               |               |               |
| Local                | Resultado     | Visitante            | Estadio             | Distrito      | Fecha         | Hora          |               |               |               |               |               |               |               |               |               |               |               |               |               |               |               |               |               |               |               |               |               |               |               |               |               |               |               |               |               |               |               |               |               |
| Primera Fecha        | Primera Fecha | Primera Fecha        | Primera Fecha       | Primera Fecha | Primera Fecha | Primera Fecha | Primera Fecha | Primera Fecha | Primera Fecha | Primera Fecha | Primera Fecha | Primera Fecha | Primera Fecha | Primera Fecha | Primera Fecha | Primera Fecha | Primera Fecha | Primera Fecha | Primera Fecha | Primera Fecha | Primera Fecha | Primera Fecha | Primera Fecha | Primera Fecha | Primera Fecha | Primera Fecha | Primera Fecha | Primera Fecha | Primera Fecha | Primera Fecha | Primera Fecha | Primera Fecha | Primera Fecha | Primera Fecha | Primera Fecha | Primera Fecha | Primera Fecha | Primera Fecha | Primera Fecha |
| -------------------- | ------------- | -------------------- | ------------------- | ------------- | ------------- | ------------- | ------------- | ------------- | ------------- | ------------- | ------------- | ------------- | ------------- | ------------- | ------------- | ------------- | ------------- | ------------- | ------------- | ------------- | ------------- | ------------- | ------------- | ------------- | ------------- | ------------- | ------------- | ------------- | ------------- | ------------- | ------------- | ------------- | ------------- | ------------- | ------------- | ------------- | ------------- | ------------- | ------------- |
| Atlético Villareal   | 2-2           | Deportivo Antiquilla | Bellapampa          | Socabaya      | 1 de junio    | 15:00         |               |               |               |               |               |               |               |               |               |               |               |               |               |               |               |               |               |               |               |               |               |               |               |               |               |               |               |               |               |               |               |               |               |
| Benito Bonifáz       | 2-0           | Cultural Characato   | Los Palitos         | Miraflores    | 1 de junio    | 10:50         |               |               |               |               |               |               |               |               |               |               |               |               |               |               |               |               |               |               |               |               |               |               |               |               |               |               |               |               |               |               |               |               |               |
| Segunda Fecha        |               |                      |                     |               |               |               |               |               |               |               |               |               |               |               |               |               |               |               |               |               |               |               |               |               |               |               |               |               |               |               |               |               |               |               |               |               |               |               |               |
| Cultural Characato   | 1-5           | Atlético Villareal   | José Carpio Alarcón | Characato     | 8 de junio    | 12:50         |               |               |               |               |               |               |               |               |               |               |               |               |               |               |               |               |               |               |               |               |               |               |               |               |               |               |               |               |               |               |               |               |               |
| Sport River          | 2-1           | Benito Bonifaz       | Juan Velazco        | Hunter        | 8 de junio    | 08:50         |               |               |               |               |               |               |               |               |               |               |               |               |               |               |               |               |               |               |               |               |               |               |               |               |               |               |               |               |               |               |               |               |               |
| Tercera Fecha        |               |                      |                     |               |               |               |               |               |               |               |               |               |               |               |               |               |               |               |               |               |               |               |               |               |               |               |               |               |               |               |               |               |               |               |               |               |               |               |               |
| Atlético Villareal   | 5-1           | Sport River          | Bellapampa          | Socabaya      | 11 de junio   | 12:50         |               |               |               |               |               |               |               |               |               |               |               |               |               |               |               |               |               |               |               |               |               |               |               |               |               |               |               |               |               |               |               |               |               |
| Deportivo Antiquilla | 1-3           | Cultural Characato   | Umacollo            | Yanahuara     | 11 de junio   | 15:00         |               |               |               |               |               |               |               |               |               |               |               |               |               |               |               |               |               |               |               |               |               |               |               |               |               |               |               |               |               |               |               |               |               |
| Cuarta Fecha         |               |                      |                     |               |               |               |               |               |               |               |               |               |               |               |               |               |               |               |               |               |               |               |               |               |               |               |               |               |               |               |               |               |               |               |               |               |               |               |               |
| Sport River          | 3-0           | Deportivo Antiquilla | Juan Velazco        | Hunter        | 15 de junio   | 10:50         |               |               |               |               |               |               |               |               |               |               |               |               |               |               |               |               |               |               |               |               |               |               |               |               |               |               |               |               |               |               |               |               |               |
| Benito Bonifáz       | 5-2           | Atlético Villareal   | Los Palitos         | Miraflores    | 15 de junio   | 08:50         |               |               |               |               |               |               |               |               |               |               |               |               |               |               |               |               |               |               |               |               |               |               |               |               |               |               |               |               |               |               |               |               |               |
| Quinta Fecha         |               |                      |                     |               |               |               |               |               |               |               |               |               |               |               |               |               |               |               |               |               |               |               |               |               |               |               |               |               |               |               |               |               |               |               |               |               |               |               |               |
| Deportivo Antiquilla | 1-3           | Benito Bonifáz       | Umacollo            | Yanahuara     | 22 de junio   | 08:50         |               |               |               |               |               |               |               |               |               |               |               |               |               |               |               |               |               |               |               |               |               |               |               |               |               |               |               |               |               |               |               |               |               |
| Cultural Characato   | 1-3           | Sport River          | José Carpio Alarcón | Characato     | 22 de junio   | 12:50         |               |               |               |               |               |               |               |               |               |               |               |               |               |               |               |               |               |               |               |               |               |               |               |               |               |               |               |               |               |               |               |               |               |

### Grupo D[8]
| Grupo | Club                 | Distrito       |
| ----- | -------------------- | -------------- |
| D     | Deportivo Los Signos | Yura           |
| D     | Juventud Bolognesi   | Tiabaya        |
| D     | Juventud Pionera     | Paucarpata     |
| D     | Sport Olímpico       | Mariano Melgar |
| D     | El Parral            | Vítor          |

| Equipo               | PJ | PG | PE | PP | GF | GC | DG  | Pts |
| -------------------- | -- | -- | -- | -- | -- | -- | --- | --- |
| Juventud Bolognesi   | 4  | 4  | 0  | 0  | 9  | 4  | +5  | 12  |
| Juventud Pionera     | 4  | 2  | 1  | 1  | 10 | 5  | +5  | 7   |
| Sport Olímpico       | 4  | 2  | 0  | 2  | 18 | 10 | +8  | 6   |
| Deportivo Los Signos | 4  | 1  | 1  | 2  | 6  | 8  | -2  | 4   |
| El Parral            | 4  | 0  | 0  | 4  | 5  | 21 | -16 | 0   |

| Grupo D              | Grupo D       | Grupo D              | Grupo D              | Grupo D        | Grupo D       | Grupo D       | Grupo D       | Grupo D       | Grupo D       | Grupo D       | Grupo D       |               |               |               |               |               |               |               |               |               |               |               |               |               |               |               |               |               |               |               |               |               |               |               |               |               |               |               |               |
| Local                | Resultado     | Visitante            | Estadio              | Distrito       | Fecha         | Hora          |               |               |               |               |               |               |               |               |               |               |               |               |               |               |               |               |               |               |               |               |               |               |               |               |               |               |               |               |               |               |               |               |               |
| Primera Fecha        | Primera Fecha | Primera Fecha        | Primera Fecha        | Primera Fecha  | Primera Fecha | Primera Fecha | Primera Fecha | Primera Fecha | Primera Fecha | Primera Fecha | Primera Fecha | Primera Fecha | Primera Fecha | Primera Fecha | Primera Fecha | Primera Fecha | Primera Fecha | Primera Fecha | Primera Fecha | Primera Fecha | Primera Fecha | Primera Fecha | Primera Fecha | Primera Fecha | Primera Fecha | Primera Fecha | Primera Fecha | Primera Fecha | Primera Fecha | Primera Fecha | Primera Fecha | Primera Fecha | Primera Fecha | Primera Fecha | Primera Fecha | Primera Fecha | Primera Fecha | Primera Fecha | Primera Fecha |
| -------------------- | ------------- | -------------------- | -------------------- | -------------- | ------------- | ------------- | ------------- | ------------- | ------------- | ------------- | ------------- | ------------- | ------------- | ------------- | ------------- | ------------- | ------------- | ------------- | ------------- | ------------- | ------------- | ------------- | ------------- | ------------- | ------------- | ------------- | ------------- | ------------- | ------------- | ------------- | ------------- | ------------- | ------------- | ------------- | ------------- | ------------- | ------------- | ------------- | ------------- |
| Deportivo Los Signos | 3-5           | Sport Olímpico       | Ciudad de Dios       | Yura           | 1 de junio    | 14:30         |               |               |               |               |               |               |               |               |               |               |               |               |               |               |               |               |               |               |               |               |               |               |               |               |               |               |               |               |               |               |               |               |               |
| Juventud Bolognesi   | 2-1           | Juventud Pionera     | Municipal de Tiabaya | Tiabaya        | 1 de junio    | 10:50         |               |               |               |               |               |               |               |               |               |               |               |               |               |               |               |               |               |               |               |               |               |               |               |               |               |               |               |               |               |               |               |               |               |
| Segunda Fecha        |               |                      |                      |                |               |               |               |               |               |               |               |               |               |               |               |               |               |               |               |               |               |               |               |               |               |               |               |               |               |               |               |               |               |               |               |               |               |               |               |
| Sport Olímpico       | 1-2           | Juventud Bolognesi   | Complejo Maracaná    | Mariano Melgar | 8 de junio    | 10:50         |               |               |               |               |               |               |               |               |               |               |               |               |               |               |               |               |               |               |               |               |               |               |               |               |               |               |               |               |               |               |               |               |               |
| El Parral            | 0-2           | Deportivo Los Signos | Walter Vizcarra      | Vítor          | 8 de junio    | 15:00         |               |               |               |               |               |               |               |               |               |               |               |               |               |               |               |               |               |               |               |               |               |               |               |               |               |               |               |               |               |               |               |               |               |
| Tercera Fecha        |               |                      |                      |                |               |               |               |               |               |               |               |               |               |               |               |               |               |               |               |               |               |               |               |               |               |               |               |               |               |               |               |               |               |               |               |               |               |               |               |
| Juventud Bolognesi   | 3-2           | El Parral            | Municipal de Tiabaya | Tiabaya        | 11 de junio   | 15:00         |               |               |               |               |               |               |               |               |               |               |               |               |               |               |               |               |               |               |               |               |               |               |               |               |               |               |               |               |               |               |               |               |               |
| Juventud Pionera     | 2-0           | Sport Olímpico       | Máximo Carrasco      | Paucarpata     | 11 de junio   | 15:00         |               |               |               |               |               |               |               |               |               |               |               |               |               |               |               |               |               |               |               |               |               |               |               |               |               |               |               |               |               |               |               |               |               |
| Cuarta Fecha         |               |                      |                      |                |               |               |               |               |               |               |               |               |               |               |               |               |               |               |               |               |               |               |               |               |               |               |               |               |               |               |               |               |               |               |               |               |               |               |               |
| El Parral            | 1-5           | Juventud Pionera     | Walter Vizcarra      | Vítor          | 15 de junio   | 13:50         |               |               |               |               |               |               |               |               |               |               |               |               |               |               |               |               |               |               |               |               |               |               |               |               |               |               |               |               |               |               |               |               |               |
| Deportivo Los Signos | 0-2           | Juventud Bolognesi   | Ciudad de Dios       | Yura           | 15 de junio   | 08:50         |               |               |               |               |               |               |               |               |               |               |               |               |               |               |               |               |               |               |               |               |               |               |               |               |               |               |               |               |               |               |               |               |               |
| Quinta Fecha         |               |                      |                      |                |               |               |               |               |               |               |               |               |               |               |               |               |               |               |               |               |               |               |               |               |               |               |               |               |               |               |               |               |               |               |               |               |               |               |               |
| Juventud Pionera     | 1-1           | Deportivo Los Signos | Máximo Carrasco      | Paucarpata     | 22 de junio   | 10:20         |               |               |               |               |               |               |               |               |               |               |               |               |               |               |               |               |               |               |               |               |               |               |               |               |               |               |               |               |               |               |               |               |               |
| Sport Olímpico       | 11-2          | El Parral            | Complejo Maracaná    | Mariano Melgar | 22 de junio   | 10:50         |               |               |               |               |               |               |               |               |               |               |               |               |               |               |               |               |               |               |               |               |               |               |               |               |               |               |               |               |               |               |               |               |               |

### Grupo E[10]
| Grupo | Club              | Distrito  |
| ----- | ----------------- | --------- |
| E     | Santa Ana         | Mollebaya |
| E     | Juvenil Alianza   | Socabaya  |
| E     | Pulso Peruano     | Polobaya  |
| E     | Atlético Pisco    | Hunter    |
| E     | Sporting Piniella | Yura      |

| Equipo             | PJ | PG | PE | PP | GF | GC | DG  | Pts |
| ------------------ | -- | -- | -- | -- | -- | -- | --- | --- |
| Atlético Pisco     | 4  | 4  | 0  | 0  | 15 | 2  | +13 | 12  |
| Juvenil Alianza    | 4  | 3  | 0  | 1  | 19 | 4  | +15 | 9   |
| Sporting Piniella  | 4  | 2  | 0  | 2  | 13 | 9  | +4  | 6   |
| Pulso Peruano      | 3  | 0  | 0  | 3  | 1  | 14 | -13 | 0   |
| Defensor Santa Ana | 3  | 0  | 0  | 3  | 1  | 20 | -19 | 0   |

| Grupo E           | Grupo E       | Grupo E           | Grupo E                | Grupo E       | Grupo E       | Grupo E       | Grupo E       | Grupo E       | Grupo E       | Grupo E       | Grupo E       |               |               |               |               |               |               |               |               |               |               |               |               |               |               |               |               |               |               |               |               |               |               |               |               |               |               |               |               |
| Local             | Resultado     | Visitante         | Estadio                | Distrito      | Fecha         | Hora          |               |               |               |               |               |               |               |               |               |               |               |               |               |               |               |               |               |               |               |               |               |               |               |               |               |               |               |               |               |               |               |               |               |
| Primera Fecha     | Primera Fecha | Primera Fecha     | Primera Fecha          | Primera Fecha | Primera Fecha | Primera Fecha | Primera Fecha | Primera Fecha | Primera Fecha | Primera Fecha | Primera Fecha | Primera Fecha | Primera Fecha | Primera Fecha | Primera Fecha | Primera Fecha | Primera Fecha | Primera Fecha | Primera Fecha | Primera Fecha | Primera Fecha | Primera Fecha | Primera Fecha | Primera Fecha | Primera Fecha | Primera Fecha | Primera Fecha | Primera Fecha | Primera Fecha | Primera Fecha | Primera Fecha | Primera Fecha | Primera Fecha | Primera Fecha | Primera Fecha | Primera Fecha | Primera Fecha | Primera Fecha | Primera Fecha |
| ----------------- | ------------- | ----------------- | ---------------------- | ------------- | ------------- | ------------- | ------------- | ------------- | ------------- | ------------- | ------------- | ------------- | ------------- | ------------- | ------------- | ------------- | ------------- | ------------- | ------------- | ------------- | ------------- | ------------- | ------------- | ------------- | ------------- | ------------- | ------------- | ------------- | ------------- | ------------- | ------------- | ------------- | ------------- | ------------- | ------------- | ------------- | ------------- | ------------- | ------------- |
| Santa Ana         | 1-5           | Atlético Pisco    | Municipal de Mollebaya | Mollebaya     | 1 de junio    | 15:00         |               |               |               |               |               |               |               |               |               |               |               |               |               |               |               |               |               |               |               |               |               |               |               |               |               |               |               |               |               |               |               |               |               |
| Juvenil Alianza   | 3-0           | Pulso Peruano     | Bellapampa             | Socabaya      | 1 de junio    | 12:50         |               |               |               |               |               |               |               |               |               |               |               |               |               |               |               |               |               |               |               |               |               |               |               |               |               |               |               |               |               |               |               |               |               |
| Segunda Fecha     |               |                   |                        |               |               |               |               |               |               |               |               |               |               |               |               |               |               |               |               |               |               |               |               |               |               |               |               |               |               |               |               |               |               |               |               |               |               |               |               |
| Atlético Pisco    | 2-1           | Juvenil Alianza   | Juan Velazco           | Hunter        | 8 de junio    | 11:00         |               |               |               |               |               |               |               |               |               |               |               |               |               |               |               |               |               |               |               |               |               |               |               |               |               |               |               |               |               |               |               |               |               |
| Sporting Piniella | 4-0           | Santa Ana         | Ciudad de Dios         | Yura          | 8 de junio    | 13:50         |               |               |               |               |               |               |               |               |               |               |               |               |               |               |               |               |               |               |               |               |               |               |               |               |               |               |               |               |               |               |               |               |               |
| Tercera Fecha     |               |                   |                        |               |               |               |               |               |               |               |               |               |               |               |               |               |               |               |               |               |               |               |               |               |               |               |               |               |               |               |               |               |               |               |               |               |               |               |               |
| Juvenil Alianza   | 4-2           | Sporting Piniella | Bellapampa             | Socabaya      | 11 de junio   | 15:00         |               |               |               |               |               |               |               |               |               |               |               |               |               |               |               |               |               |               |               |               |               |               |               |               |               |               |               |               |               |               |               |               |               |
| Pulso Peruano     | 0-4           | Atlético Pisco    | Campo deportivo        | Polobaya      | 11 de junio   | 15:05         |               |               |               |               |               |               |               |               |               |               |               |               |               |               |               |               |               |               |               |               |               |               |               |               |               |               |               |               |               |               |               |               |               |
| Cuarta Fecha      |               |                   |                        |               |               |               |               |               |               |               |               |               |               |               |               |               |               |               |               |               |               |               |               |               |               |               |               |               |               |               |               |               |               |               |               |               |               |               |               |
| Sporting Piniella | 7-1           | Pulso Peruano     | Ciudad de Dios         | Yura          | 15 de junio   | 11:00         |               |               |               |               |               |               |               |               |               |               |               |               |               |               |               |               |               |               |               |               |               |               |               |               |               |               |               |               |               |               |               |               |               |
| Santa Ana         | 0-11          | Juvenil Alianza   | Municipal de Mollebaya | Mollebaya     | 15 de junio   | 11:50         |               |               |               |               |               |               |               |               |               |               |               |               |               |               |               |               |               |               |               |               |               |               |               |               |               |               |               |               |               |               |               |               |               |
| Quinta Fecha      |               |                   |                        |               |               |               |               |               |               |               |               |               |               |               |               |               |               |               |               |               |               |               |               |               |               |               |               |               |               |               |               |               |               |               |               |               |               |               |               |
| Atlético Pisco    | 4-0           | Sporting Piniella | Juan Velazco           | Hunter        | 22 de junio   | 10:50         |               |               |               |               |               |               |               |               |               |               |               |               |               |               |               |               |               |               |               |               |               |               |               |               |               |               |               |               |               |               |               |               |               |
| Pulso Peruano     | ---           | Santa Ana         | Campo deportivo        | Polobaya      | No se juega   | ---           |               |               |               |               |               |               |               |               |               |               |               |               |               |               |               |               |               |               |               |               |               |               |               |               |               |               |               |               |               |               |               |               |               |

### Grupo F[11]
| Grupo | Club               | Distrito          |
| ----- | ------------------ | ----------------- |
| F     | Unión Bellavista   | Sachaca           |
| F     | Internacional      | Arequipa          |
| F     | Parish FC          | Tiabaya           |
| F     | Unión Libertad     | Cerro Colorado    |
| F     | Estrella Solitaria | Alto Selva Alegre |

| Equipo             | PJ | PG | PE | PP | GF | GC | DG  | Pts |
| ------------------ | -- | -- | -- | -- | -- | -- | --- | --- |
| Unión Libertad     | 4  | 3  | 1  | 0  | 8  | 4  | +4  | 10  |
| Internacional      | 4  | 3  | 0  | 1  | 15 | 2  | +13 | 9   |
| Estrella Solitaria | 4  | 2  | 1  | 1  | 13 | 10 | +3  | 7   |
| Unión Bellavista   | 3  | 0  | 0  | 3  | 2  | 10 | -8  | 0   |
| Parish FC          | 3  | 0  | 0  | 3  | 3  | 15 | -12 | 0   |

| Grupo F            | Grupo F       | Grupo F            | Grupo F              | Grupo F        | Grupo F       | Grupo F       | Grupo F       | Grupo F       | Grupo F       | Grupo F       | Grupo F       |               |               |               |               |               |               |               |               |               |               |               |               |               |               |               |               |               |               |               |               |               |               |               |               |               |               |               |               |
| Local              | Resultado     | Visitante          | Estadio              | Distrito       | Fecha         | Hora          |               |               |               |               |               |               |               |               |               |               |               |               |               |               |               |               |               |               |               |               |               |               |               |               |               |               |               |               |               |               |               |               |               |
| Primera Fecha      | Primera Fecha | Primera Fecha      | Primera Fecha        | Primera Fecha  | Primera Fecha | Primera Fecha | Primera Fecha | Primera Fecha | Primera Fecha | Primera Fecha | Primera Fecha | Primera Fecha | Primera Fecha | Primera Fecha | Primera Fecha | Primera Fecha | Primera Fecha | Primera Fecha | Primera Fecha | Primera Fecha | Primera Fecha | Primera Fecha | Primera Fecha | Primera Fecha | Primera Fecha | Primera Fecha | Primera Fecha | Primera Fecha | Primera Fecha | Primera Fecha | Primera Fecha | Primera Fecha | Primera Fecha | Primera Fecha | Primera Fecha | Primera Fecha | Primera Fecha | Primera Fecha | Primera Fecha |
| ------------------ | ------------- | ------------------ | -------------------- | -------------- | ------------- | ------------- | ------------- | ------------- | ------------- | ------------- | ------------- | ------------- | ------------- | ------------- | ------------- | ------------- | ------------- | ------------- | ------------- | ------------- | ------------- | ------------- | ------------- | ------------- | ------------- | ------------- | ------------- | ------------- | ------------- | ------------- | ------------- | ------------- | ------------- | ------------- | ------------- | ------------- | ------------- | ------------- | ------------- |
| Internacional      | 4-0           | Parish FC          | Mariano Melgar       | Arequipa       | 31 de mayo    | 14:50         |               |               |               |               |               |               |               |               |               |               |               |               |               |               |               |               |               |               |               |               |               |               |               |               |               |               |               |               |               |               |               |               |               |
| Unión Bellavista   | 1-2           | Unión Libertad     | Municipal de Sachaca | Sachaca        | 1 de junio    | 14:50         |               |               |               |               |               |               |               |               |               |               |               |               |               |               |               |               |               |               |               |               |               |               |               |               |               |               |               |               |               |               |               |               |               |
| Segunda Fecha      |               |                    |                      |                |               |               |               |               |               |               |               |               |               |               |               |               |               |               |               |               |               |               |               |               |               |               |               |               |               |               |               |               |               |               |               |               |               |               |               |
| Unión Libertad     | 1-0           | Internacional      | Arturo Díaz Huerta   | Cerro Colorado | 8 de junio    | 15:00         |               |               |               |               |               |               |               |               |               |               |               |               |               |               |               |               |               |               |               |               |               |               |               |               |               |               |               |               |               |               |               |               |               |
| Estrella Solitaria | 2-1           | Unión Bellavista   | Complejo deportivo   | Selva Alegre   | 8 de junio    | 13:00         |               |               |               |               |               |               |               |               |               |               |               |               |               |               |               |               |               |               |               |               |               |               |               |               |               |               |               |               |               |               |               |               |               |
| Tercera Fecha      |               |                    |                      |                |               |               |               |               |               |               |               |               |               |               |               |               |               |               |               |               |               |               |               |               |               |               |               |               |               |               |               |               |               |               |               |               |               |               |               |
| Internacional      | 5-1           | Estrella Solitaria | Mariano Melgar       | Arequipa       | 11 de junio   | 14:50         |               |               |               |               |               |               |               |               |               |               |               |               |               |               |               |               |               |               |               |               |               |               |               |               |               |               |               |               |               |               |               |               |               |
| Parish FC          | 1-3           | Unión Libertad     | Municipal de Tiabaya | Tiabaya        | 11 de junio   | 12:50         |               |               |               |               |               |               |               |               |               |               |               |               |               |               |               |               |               |               |               |               |               |               |               |               |               |               |               |               |               |               |               |               |               |
| Cuarta Fecha       |               |                    |                      |                |               |               |               |               |               |               |               |               |               |               |               |               |               |               |               |               |               |               |               |               |               |               |               |               |               |               |               |               |               |               |               |               |               |               |               |
| Estrella Solitaria | 8-2           | Parish FC          | Complejo deportivo   | Selva Alegre   | 15 de junio   | 13:50         |               |               |               |               |               |               |               |               |               |               |               |               |               |               |               |               |               |               |               |               |               |               |               |               |               |               |               |               |               |               |               |               |               |
| Unión Bellavista   | 0-6           | Internacional      | Municipal de Sachaca | Sachaca        | 15 de junio   | 15:00         |               |               |               |               |               |               |               |               |               |               |               |               |               |               |               |               |               |               |               |               |               |               |               |               |               |               |               |               |               |               |               |               |               |
| Quinta Fecha       |               |                    |                      |                |               |               |               |               |               |               |               |               |               |               |               |               |               |               |               |               |               |               |               |               |               |               |               |               |               |               |               |               |               |               |               |               |               |               |               |
| Unión Libertad     | 2-2           | Estrella Solitaria | Arturo Díaz Huerta   | Cerro Colorado | 22 de junio   | 13:20         |               |               |               |               |               |               |               |               |               |               |               |               |               |               |               |               |               |               |               |               |               |               |               |               |               |               |               |               |               |               |               |               |               |
| Parish FC          | ---           | Unión Bellavista   | Municipal de Tiabaya | Tiabaya        | No se juega   | ---           |               |               |               |               |               |               |               |               |               |               |               |               |               |               |               |               |               |               |               |               |               |               |               |               |               |               |               |               |               |               |               |               |               |

### Grupo G[16]
| Grupo | Club                  | Distrito       |
| ----- | --------------------- | -------------- |
| G     | Rosarino Tasahuayo    | Bustamante     |
| G     | Deportivo Los Ángeles | Cayma          |
| G     | Juventus Melgar       | Mariano Melgar |
| G     | Deportivo Bolognesi   | Vítor          |
| G     | Defensor El Carmen    | Uchumayo       |

| Equipo              | PJ | PG | PE | PP | GF | GC | DG  | Pts |
| ------------------- | -- | -- | -- | -- | -- | -- | --- | --- |
| Juventus Melgar     | 4  | 4  | 0  | 0  | 14 | 3  | +11 | 12  |
| Dep. Los Ángeles    | 4  | 3  | 0  | 1  | 10 | 3  | +7  | 9   |
| Defensor El Carmen  | 3  | 1  | 0  | 2  | 5  | 7  | -2  | 3   |
| Rosarino Tasahuayo  | 4  | 1  | 0  | 3  | 9  | 14 | -5  | 3   |
| Deportivo Bolognesi | 3  | 0  | 0  | 3  | 1  | 12 | -11 | 0   |

| Grupo G               | Grupo G       | Grupo G               | Grupo G           | Grupo G        | Grupo G       | Grupo G       | Grupo G       | Grupo G       | Grupo G       | Grupo G       | Grupo G       |               |               |               |               |               |               |               |               |               |               |               |               |               |               |               |               |               |               |               |               |               |               |               |               |               |               |               |               |
| Local                 | Resultado     | Visitante             | Estadio           | Distrito       | Fecha         | Hora          |               |               |               |               |               |               |               |               |               |               |               |               |               |               |               |               |               |               |               |               |               |               |               |               |               |               |               |               |               |               |               |               |               |
| Primera Fecha         | Primera Fecha | Primera Fecha         | Primera Fecha     | Primera Fecha  | Primera Fecha | Primera Fecha | Primera Fecha | Primera Fecha | Primera Fecha | Primera Fecha | Primera Fecha | Primera Fecha | Primera Fecha | Primera Fecha | Primera Fecha | Primera Fecha | Primera Fecha | Primera Fecha | Primera Fecha | Primera Fecha | Primera Fecha | Primera Fecha | Primera Fecha | Primera Fecha | Primera Fecha | Primera Fecha | Primera Fecha | Primera Fecha | Primera Fecha | Primera Fecha | Primera Fecha | Primera Fecha | Primera Fecha | Primera Fecha | Primera Fecha | Primera Fecha | Primera Fecha | Primera Fecha | Primera Fecha |
| --------------------- | ------------- | --------------------- | ----------------- | -------------- | ------------- | ------------- | ------------- | ------------- | ------------- | ------------- | ------------- | ------------- | ------------- | ------------- | ------------- | ------------- | ------------- | ------------- | ------------- | ------------- | ------------- | ------------- | ------------- | ------------- | ------------- | ------------- | ------------- | ------------- | ------------- | ------------- | ------------- | ------------- | ------------- | ------------- | ------------- | ------------- | ------------- | ------------- | ------------- |
| Deportivo Los Ángeles | 0-1           | Juventus Melgar       | La Tomilla        | Cayma          | 1 de junio    | 14:00         |               |               |               |               |               |               |               |               |               |               |               |               |               |               |               |               |               |               |               |               |               |               |               |               |               |               |               |               |               |               |               |               |               |
| Rosarino Tasahuayo    | 3-1           | Deportivo Bolognesi   | Simón Bolívar     | Bustamante     | 1 de junio    | 12:50         |               |               |               |               |               |               |               |               |               |               |               |               |               |               |               |               |               |               |               |               |               |               |               |               |               |               |               |               |               |               |               |               |               |
| Segunda Fecha         |               |                       |                   |                |               |               |               |               |               |               |               |               |               |               |               |               |               |               |               |               |               |               |               |               |               |               |               |               |               |               |               |               |               |               |               |               |               |               |               |
| Deportivo Bolognesi   | 0-2           | Deportivo Los Angeles | Walter Vizcarra   | Vítor          | 8 de junio    | 12:50         |               |               |               |               |               |               |               |               |               |               |               |               |               |               |               |               |               |               |               |               |               |               |               |               |               |               |               |               |               |               |               |               |               |
| Defensor El Carmen    | 4-2           | Rosarino Tasahuayo    | Segundo Calderón  | Uchumayo       | 8 de junio    | 10:50         |               |               |               |               |               |               |               |               |               |               |               |               |               |               |               |               |               |               |               |               |               |               |               |               |               |               |               |               |               |               |               |               |               |
| Tercera Fecha         |               |                       |                   |                |               |               |               |               |               |               |               |               |               |               |               |               |               |               |               |               |               |               |               |               |               |               |               |               |               |               |               |               |               |               |               |               |               |               |               |
| Deportivo Los Angeles | 2-0           | Defensor El Carmen    | La Tomilla        | Cayma          | 11 de junio   | 14:50         |               |               |               |               |               |               |               |               |               |               |               |               |               |               |               |               |               |               |               |               |               |               |               |               |               |               |               |               |               |               |               |               |               |
| Juventus Melgar       | 7-0           | Deportivo Bolognesi   | Complejo Maracaná | Mariano Melgar | 11 de junio   | 14:50         |               |               |               |               |               |               |               |               |               |               |               |               |               |               |               |               |               |               |               |               |               |               |               |               |               |               |               |               |               |               |               |               |               |
| Cuarta Fecha          |               |                       |                   |                |               |               |               |               |               |               |               |               |               |               |               |               |               |               |               |               |               |               |               |               |               |               |               |               |               |               |               |               |               |               |               |               |               |               |               |
| Defensor El Carmen    | 1-3           | Juventus Melgar       | Segundo Calderón  | Uchumayo       | 15 de junio   | 10:50         |               |               |               |               |               |               |               |               |               |               |               |               |               |               |               |               |               |               |               |               |               |               |               |               |               |               |               |               |               |               |               |               |               |
| Rosarino Tasahuayo    | 2-6           | Deportivo Los Angeles | Simón Bolívar     | Bustamante     | 15 de junio   | 09:50         |               |               |               |               |               |               |               |               |               |               |               |               |               |               |               |               |               |               |               |               |               |               |               |               |               |               |               |               |               |               |               |               |               |
| Quinta Fecha          |               |                       |                   |                |               |               |               |               |               |               |               |               |               |               |               |               |               |               |               |               |               |               |               |               |               |               |               |               |               |               |               |               |               |               |               |               |               |               |               |
| Juventus Melgar       | 3-2           | Rosarino Tasahuayo    | Complejo Maracaná | Mariano Melgar | 22 de junio   | 13:00         |               |               |               |               |               |               |               |               |               |               |               |               |               |               |               |               |               |               |               |               |               |               |               |               |               |               |               |               |               |               |               |               |               |
| Deportivo Bolognesi   | ---           | Defensor El Carmen    | Walter Vizcarra   | Vítor          | No se juega   | ---           |               |               |               |               |               |               |               |               |               |               |               |               |               |               |               |               |               |               |               |               |               |               |               |               |               |               |               |               |               |               |               |               |               |

## Segunda Fase
Llaves de eliminación directa sobre la base de dos partidos (ida y vuelta).

### Clasificados
Los dos primeros de cada grupo, excepto en los grupos A y B donde clasifican tres equipos debido a que son series de seis equipos.
Las llaves se sortean el 23 de junio en el local de la LIPROFA.
| Distrito       | Club                     | Grupo | Posición | Estadio                     |
| -------------- | ------------------------ | ----- | -------- | --------------------------- |
| Paucarpata     | ADE Valderrama           | A     | I        | Máximo Carrasco             |
| Bustamante     | Cultural Dolores         | A     | II       | Simón Bolívar               |
| Cerro Colorado | Transportes Del Carpio   | A     | III      | Arturo Díaz Huerta          |
| Uchumayo       | Unión Salaverry          | B     | I        | La Estación                 |
| Arequipa       | Atlético Universidad     | B     | II       | Mariano Melgar              |
| Miraflores     | Ingeniería Ambiental     | B     | III      | Serapio Barra "Los Palitos" |
| Miraflores     | Benito Bonifáz           | C     | I        | Serapio Barra "Los Palitos" |
| Hunter         | Sport River              | C     | II       | Juan Velazco Alvarado       |
| Tiabaya        | Juventud Bolognesi       | D     | I        | Municipal de Tiabaya        |
| Paucarpata     | Juventud Pionera         | D     | II       | Máximo Carrasco             |
| Hunter         | Atlético Pisco           | E     | I        | Juan Velazco Alvarado       |
| Socabaya       | Juvenil Alianza Socabaya | E     | II       | Campo Bellapampa            |
| Cerro Colorado | Unión Libertad           | F     | I        | Arturo Díaz Huerta          |
| Arequipa       | Internacional            | F     | II       | Mariano Melgar              |
| Mariano Melgar | Juventus Melgar          | G     | I        | Complejo "Maracaná"         |
| Cayma          | Deportivo Los Ángeles    | G     | II       | Municipal La Tomilla        |

| \| 29-06-2014 \| 10:50 \| Serapio Barra \| Miraflores \| Benito Bonifáz \| 2-1[18] \| Atlético Pisco \| \| 02-07-2014 \| 11:50 \| Juan Velazco \| Hunter \| Atlético Pisco \| 1-2 \| Benito Bonifáz \| \| Clasifica: Benito Bonifáz \| \| \| \| \| \| \| |       |               |            |                |       |                |
| Fecha | Hora  | Estadio       | Distrito   | Local          | Score | Visitante      |
| 29-06-2014 | 10:50 | Serapio Barra | Miraflores | Benito Bonifáz | 2-1   | Atlético Pisco |
| 02-07-2014 | 11:50 | Juan Velazco  | Hunter     | Atlético Pisco | 1-2   | Benito Bonifáz |
| Clasifica: Benito Bonifáz |       |               |            |                |       |                |

| \| 29-06 \| 09:50 \| Máximo Carrasco \| Paucarpata \| Juventud Pionera \| 3-2[19] \| Ingeniería Ambiental \| \| 02-07 \| 11:50 \| Serapio Barra \| Miraflores \| Ingeniería Ambiental \| 6-1 \| Juventud Pionera \| \| Clasifica: Ingeniería Ambiental \| \| \| \| \| \| \| |       |                 |            |                      |       |                      |
| Fecha | Hora  | Estadio         | Distrito   | Local                | Score | Visitante            |
| 29-06 | 09:50 | Máximo Carrasco | Paucarpata | Juventud Pionera     | 3-2   | Ingeniería Ambiental |
| 02-07 | 11:50 | Serapio Barra   | Miraflores | Ingeniería Ambiental | 6-1   | Juventud Pionera     |
| Clasifica: Ingeniería Ambiental |       |                 |            |                      |       |                      |

| \| 29-06 \| 10:50 \| Complejo "Maracaná" \| Mariano Melgar \| Juventus Melgar \| 5-1[20] \| Cultural Dolores \| \| 02-07 \| 14:50 \| Simón Bolívar \| Bustamante \| Cultural Dolores \| 1-1 \| Juventus Melgar \| \| Clasifica: Juventus Melgar \| \| \| \| \| \| \| |       |                     |                |                  |       |                  |
| Fecha | Hora  | Estadio             | Distrito       | Local            | Score | Visitante        |
| 29-06 | 10:50 | Complejo "Maracaná" | Mariano Melgar | Juventus Melgar  | 5-1   | Cultural Dolores |
| 02-07 | 14:50 | Simón Bolívar       | Bustamante     | Cultural Dolores | 1-1   | Juventus Melgar  |
| Clasifica: Juventus Melgar |       |                     |                |                  |       |                  |

| \| Fecha \| Hora \| Estadio \| Distrito \| Local \| Score \| Visitante \| \| ----- \| ----- \| -------------------- \| -------- \| ------------------ \| ----- \| ------------------ \| \| 29-06 \| 10:50 \| La Estación \| Uchumayo \| Unión Salaverry \| 3-0 \| Juventud Bolognesi \| \| 02-07 \| 14:50 \| Municipal de Tiabaya \| Tiabaya \| Juventud Bolognesi \| 1-1 \| Unión Salaverry \| |       |                      |          |                    |       |                    |
| Clasifica: Unión Salaverry |       |                      |          |                    |       |                    |
| Fecha | Hora  | Estadio              | Distrito | Local              | Score | Visitante          |
| 29-06 | 10:50 | La Estación          | Uchumayo | Unión Salaverry    | 3-0   | Juventud Bolognesi |
| 02-07 | 14:50 | Municipal de Tiabaya | Tiabaya  | Juventud Bolognesi | 1-1   | Unión Salaverry    |

| \| 28-06-2014 \| 15:00 \| Mariano Melgar \| Arequipa \| Internacional \| 5-1[21] \| Juvenil Alianza \| \| 02-07-2014 \| 14:50 \| Campo Bellapampa \| Socabaya \| Juvenil Alianza \| 2-3 \| Internacional \| \| Clasifica: Internacional \| \| \| \| \| \| \| |       |                  |          |                 |       |                 |
| Fecha | Hora  | Estadio          | Distrito | Local           | Score | Visitante       |
| 28-06-2014 | 15:00 | Mariano Melgar   | Arequipa | Internacional   | 5-1   | Juvenil Alianza |
| 02-07-2014 | 14:50 | Campo Bellapampa | Socabaya | Juvenil Alianza | 2-3   | Internacional   |
| Clasifica: Internacional |       |                  |          |                 |       |                 |

| \| 29-06-2014 \| 12:00 \| Máximo Carrasco \| Paucarpata \| ADE Valderrama \| 2-3[22] \| Sport River \| \| 02-07-2014 \| 14:00 \| Juan Velazco \| Hunter \| Sport River \| 0-1 \| ADE Valderrama \| \| Clasifica: Sport River \| \| \| \| \| \| \| |       |                 |            |                |       |                |
| Fecha | Hora  | Estadio         | Distrito   | Local          | Score | Visitante      |
| 29-06-2014 | 12:00 | Máximo Carrasco | Paucarpata | ADE Valderrama | 2-3   | Sport River    |
| 02-07-2014 | 14:00 | Juan Velazco    | Hunter     | Sport River    | 0-1   | ADE Valderrama |
| Clasifica: Sport River |       |                 |            |                |       |                |

| \| 28-06 \| 14:50 \| Arturo Díaz Huerta \| Cerro Colorado \| Transp. Del Carpio \| 0-0 \| Dep. Los Ángeles \| \| 02-07 \| 13:50 \| La Tomilla \| Cayma \| Dep. Los Ángeles \| 2-0 \| Transp. Del Carpio \| \| Clasifica: Deportivo Los Ángeles \| \| \| \| \| \| \| |       |                    |                |                    |       |                    |
| Fecha | Hora  | Estadio            | Distrito       | Local              | Score | Visitante          |
| 28-06 | 14:50 | Arturo Díaz Huerta | Cerro Colorado | Transp. Del Carpio | 0-0   | Dep. Los Ángeles   |
| 02-07 | 13:50 | La Tomilla         | Cayma          | Dep. Los Ángeles   | 2-0   | Transp. Del Carpio |
| Clasifica: Deportivo Los Ángeles |       |                    |                |                    |       |                    |

| \| 28-06 \| 12:50 \| Mariano Melgar \| Arequipa \| Atlético Universidad \| 1-1[23] \| Unión Libertad \| \| 02-07 \| 14:50 \| Arturo Díaz Huerta \| Cerro Colorado \| Unión Libertad \| 1(3)-1(5) \| Atlético Universidad \| \| Clasifica: Atlético Universidad \| \| \| \| \| \| \| |       |                    |                |                      |           |                      |
| Fecha | Hora  | Estadio            | Distrito       | Local                | Score     | Visitante            |
| 28-06 | 12:50 | Mariano Melgar     | Arequipa       | Atlético Universidad | 1-1       | Unión Libertad       |
| 02-07 | 14:50 | Arturo Díaz Huerta | Cerro Colorado | Unión Libertad       | 1(3)-1(5) | Atlético Universidad |
| Clasifica: Atlético Universidad |       |                    |                |                      |           |                      |

## Tercera Fase
Conformada por Cuatro llaves las cuales se desarrollaran en una única sede neutral (estadio Umacollo-Yanahuara) donde se enfrentaran en partidos únicos, el empate dará como resultado la definición por penales Directa, no habrá alargue.

### Clasificados
Los ganadores de las ocho llaves de la fase previa clasifican directamente.
| Distrito       | Club                  | Llave | Estadio                     |
| -------------- | --------------------- | ----- | --------------------------- |
| Miraflores     | Benito Bonifáz        | I     | Serapio Barra "Los Palitos" |
| Miraflores     | Ingeniería Ambiental  | II    | Serapio Barra "Los Palitos" |
| Mariano Melgar | Juventus Melgar       | III   | Complejo deportivo Maracaná |
| Uchumayo       | Unión Salaverry       | IV    | La Estación                 |
| Arequipa       | Internacional         | V     | Mariano Melgar              |
| Hunter         | Sport River           | VI    | Juan Velazco                |
| Cayma          | Deportivo Los Ángeles | VII   | Municipal La Tomilla        |
| Arequipa       | Atlético Universidad  | VIII  | Mariano Melgar              |

| \| 05-07-2014 \| 14:00 \| Umacollo \| Yanahuara \| Atlético Universidad \| 0-5[24] \| Internacional \| \| Clasifica: Internacional \| \| \| \| \| \| \| |       |          |           |                      |       |               |
| Fecha | Hora  | Estadio  | Distrito  | Equipo               | Score | Equipo        |
| 05-07-2014 | 14:00 | Umacollo | Yanahuara | Atlético Universidad | 0-5   | Internacional |
| Clasifica: Internacional |       |          |           |                      |       |               |

| \| 06-07-2014 \| 10:00 \| Umacollo \| Yanahuara \| Benito Bonifáz \| 1-2[25] \| Juventus Melgar \| \| Clasifica: Juventus Melgar \| \| \| \| \| \| \| |       |          |           |                |       |                 |
| Fecha | Hora  | Estadio  | Distrito  | Equipo         | Score | Equipo          |
| 06-07-2014 | 10:00 | Umacollo | Yanahuara | Benito Bonifáz | 1-2   | Juventus Melgar |
| Clasifica: Juventus Melgar |       |          |           |                |       |                 |

| \| 05-07-2014 \| 11:50 \| Umacollo \| Yanahuara \| Unión Salaverry \| 1-2[26] \| Dep. Los Ángeles \| \| Clasifica: Deportivo Los Ángeles \| \| \| \| \| \| \| |       |          |           |                 |       |                  |
| Fecha | Hora  | Estadio  | Distrito  | Equipo          | Score | Equipo           |
| 05-07-2014 | 11:50 | Umacollo | Yanahuara | Unión Salaverry | 1-2   | Dep. Los Ángeles |
| Clasifica: Deportivo Los Ángeles |       |          |           |                 |       |                  |

| \| 06-07-2014 \| 12:00 \| Umacollo \| Yanahuara \| Sport River \| 0-3[27] \| Ingeniería Ambiental \| \| Clasifica: Ingeniería Ambiental \| \| \| \| \| \| \| |       |          |           |             |       |                      |
| Fecha | Hora  | Estadio  | Distrito  | Equipo      | Score | Equipo               |
| 06-07-2014 | 12:00 | Umacollo | Yanahuara | Sport River | 0-3   | Ingeniería Ambiental |
| Clasifica: Ingeniería Ambiental |       |          |           |             |       |                      |

## Cuadrangular Final
Se jugara una ronda de todos contra todos en un solo campo neutral, al final del cuadrangular los dos equipos que acumulen mayor puntaje logran el cupo a la Etapa Departamental de Arequipa 2014.

### Clasificados
Los cuatro equipos ganadores de la fase previa.
| Distrito       | Club                  | Llave | Director Técnico |
| -------------- | --------------------- | ----- | ---------------- |
| Arequipa       | Internacional         | I     | Juvenal Briceño  |
| Mariano Melgar | Juventus Melgar       | II    | Jorge Ramírez    |
| Cayma          | Deportivo Los Ángeles | III   | Freddy Suárez    |
| Miraflores     | Ingeniería Ambiental  | IV    | Jorge Lazo       |

| Equipo             | PJ | PG | PE | PP | GF | GC | DG | Pts |
| ------------------ | -- | -- | -- | -- | -- | -- | -- | --- |
| Juventus Melgar(+) | 3  | 2  | 1  | 0  | 5  | 1  | +4 | 7   |
| Internacional(+)   | 3  | 1  | 1  | 1  | 5  | 5  | 0  | 4   |
| Ing. Ambiental     | 3  | 1  | 0  | 2  | 4  | 7  | -3 | 3   |
| Dep. Los Ángeles   | 3  | 0  | 2  | 1  | 2  | 3  | -1 | 2   |

| \| Fecha \| Hora \| Estadio \| Distrito \| Equipo \| Score \| Equipo \| \| ---------- \| ----- \| -------------- \| -------- \| --------------- \| ----- \| -------------------- \| \| 12-07-2014 \| 12:50 \| Mariano Melgar \| Arequipa \| Juventus Melgar \| 3-0 \| Ingeniería Ambiental \| \| 12-07-2014 \| 15:00 \| Mariano Melgar \| Arequipa \| Internacional \| 1-1 \| Dep. Los Ángeles \| |       |                |          |                 |       |                      |
| Fecha | Hora  | Estadio        | Distrito | Equipo          | Score | Equipo               |
| 12-07-2014 | 12:50 | Mariano Melgar | Arequipa | Juventus Melgar | 3-0   | Ingeniería Ambiental |
| 12-07-2014 | 15:00 | Mariano Melgar | Arequipa | Internacional   | 1-1   | Dep. Los Ángeles     |

| \| Fecha \| Hora \| Estadio \| Distrito \| Equipo \| Score \| Equipo \| \| ---------- \| ----- \| -------------- \| -------- \| -------------------- \| ----- \| ---------------- \| \| 16-07-2014 \| 12:50 \| Mariano Melgar \| Arequipa \| Ingeniería Ambiental \| 2-1 \| Dep. Los Ángeles \| \| 16-07-2014 \| 15:00 \| Mariano Melgar \| Arequipa \| Internacional \| 1-2 \| Juventus Melgar \| |       |                |          |                      |       |                  |
| Fecha | Hora  | Estadio        | Distrito | Equipo               | Score | Equipo           |
| 16-07-2014 | 12:50 | Mariano Melgar | Arequipa | Ingeniería Ambiental | 2-1   | Dep. Los Ángeles |
| 16-07-2014 | 15:00 | Mariano Melgar | Arequipa | Internacional        | 1-2   | Juventus Melgar  |

| \| Fecha \| Hora \| Estadio \| Distrito \| Equipo \| Score \| Equipo \| \| ---------- \| ----- \| -------------- \| -------- \| ---------------- \| ----- \| -------------------- \| \| 19-07-2014 \| 12:50 \| Mariano Melgar \| Arequipa \| Internacional \| 3-2 \| Ingeniería Ambiental \| \| 19-07-2014 \| 15:00 \| Mariano Melgar \| Arequipa \| Dep. Los Ángeles \| 0-0 \| Juventus Melgar \| |       |                |          |                  |       |                      |
| Fecha | Hora  | Estadio        | Distrito | Equipo           | Score | Equipo               |
| 19-07-2014 | 12:50 | Mariano Melgar | Arequipa | Internacional    | 3-2   | Ingeniería Ambiental |
| 19-07-2014 | 15:00 | Mariano Melgar | Arequipa | Dep. Los Ángeles | 0-0   | Juventus Melgar      |

(+) Clasificados a la Etapa Departamental.
|                           |
| Campeón                   |
| Juventus Melgar 1º título |